# Belmont (Virginie-Occidentale)
Pour les articles homonymes, voir Belmont.
La ville de Belmont est située dans le comté de Pleasants, dans l’État de Virginie-Occidentale, aux États-Unis. Lors du recensement de 2010, elle comptait 903 habitants.

## Source
- (en) Cet article est partiellement ou en totalité issu de l’article de Wikipédia en anglais intitulé « Belmont, West Virginia » (voir la liste des auteurs).